# Левенський державний університет
50°52′40″ пн. ш. 4°42′02″ сх. д. / 50.877861111111° пн. ш. 4.7006388888889° сх. д.

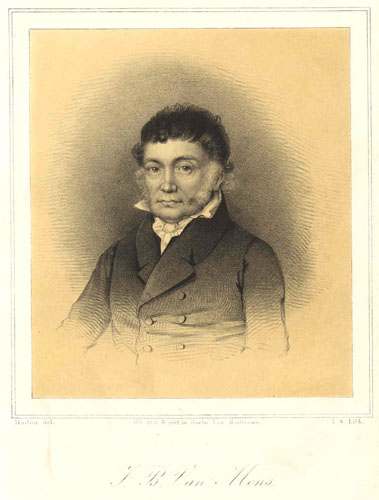
Жан-Батіст ван Монс, професор університету

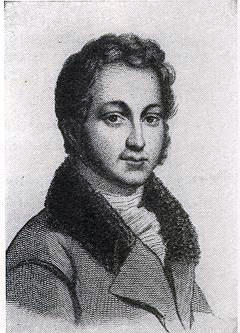
Барон Фредерік де Райффенберг, професор університету

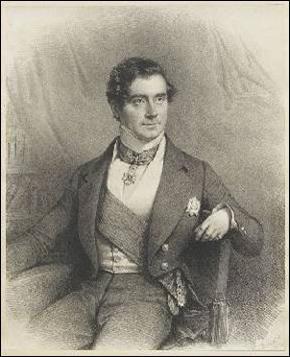
Відомий випускник університету Сильвен ван де Веєр

Левенський державний університет — ліберальний, нейтральний та не конфесійний університет, заснований 1817 року в Левені, Бельгія. 1830 року Бельгія здобула незалежність від Нідерландів, і Левенський державний університет, який надав освіту першому поколінню бельгійської еліти, був зачинений 1835 року.

## Факультети
До складу університету входили такі факультети:
- правничий
- медичний
- математичний
- природної філософії

## Ректори
- Арбо Френсіс Жозеф, (1776–1824)
- Якмарт Шарль (1773–1849), ректор у 1822–1823, 1830–1831 та 1831–1832 роках
- Дюмбек Френсіс Жозеф, 1825–1826
- Жан-Франсуа-Мішель Бірнбаум, ректор до жовтня 1827 року

## Видатні випускники
- Александр Гендебьєн (1789–1869), ліберальний політичний діяч.
- Андре Д'єдонн Трампер (1794–1874), доктор медицини.
- Фердінанд де Меюс (1798–1861), банкір.
- Жуль Гуерін (1801–1886), фізик.
- Сильвен ван де Веєр (1802–1874), ліберальний політичний діяч, прем'єр-міністр Бельгії.
- Бернар ду Бус де Гісігнес (1808–1874), адвокат, політик, орнітолог та палеонтолог.
- Іполит ван Пеєн (1811–1864), фізик і драматург.